# Pinnixa hiatus
Pinnixa hiatus är en kräftdjursart som beskrevs av M. J. Rathbun 1918. Pinnixa hiatus ingår i släktet Pinnixa och familjen Pinnotheridae. Inga underarter finns listade i Catalogue of Life.